# Ingeborg Baldauf (Turkologin)
Ingeborg Baldauf (* 1956 als Ingeborg Thalhammer) ist eine deutsche Turkologin und Professorin für zentralasiatische Sprachen und Kulturen an der Humboldt-Universität zu Berlin.

## Werdegang
Baldauf studierte Turkologie, Islamwissenschaft und Arabistik an der Universität Wien. 1981 wurde sie mit einer Dissertation zum usbekischen Volkslied Nordafghanistans an der Universität promoviert. Anschließend arbeitete sie als Assistentin für türkische Sprache, Geschichte und Kultur unter anderem mit Semih Tezcan an der Universität Bamberg zusammen. 1992 wurde ihr mit einer Habilitationsschrift über Schriftreform und Schriftwechsel bei Turkvölkern Russlands bzw. der Sowjetunion im geistesgeschichtlichen und kulturpolitischen Kontext im 19. und 20. Jahrhundert die Venia Legendi verliehen. 
1991/92 war sie Rockefeller-Fellow in the Humanities am Research Institute for Inner Asian Studies der Indiana University Bloomington. Bis 1995 war Baldauf als Professorin für Islamwissenschaft an der Universität Freiburg tätig, bevor sie einem Ruf an das Zentralasien-Seminar des Instituts für Asien- und Afrikawissenschaften der Humboldt-Universität zu Berlin folgte. Seit 1999 ist Ingeborg Baldauf zudem Professorin der Nationalen Universität Usbekistan in der Fakultät für Usbekische Sprache und Literatur.
Baldauf widmet sich vor allem den Sprachen und Kulturen Zentralasiens. Ihre Forschungsschwerpunkte liegen in der Dialektologie der afghanischen Usbeken, der narrativen Forschung (Oral History und Folklore) sowie dem soziokulturellen Wandel in der sowjetischen und postsowjetischen Zeit.

## Auszeichnungen
- Mai 2010: Aufnahme von Ingeborg Baldauf in der Datenbank renommierter Wissenschaftlerinnen AcademiaNet (englisch) nach Nominierung durch die Deutsche Forschungsgemeinschaft

## Publikationen (Auszug)
- Schriftreform und Schriftwechsel bei den muslimischen Russland- und Sowjettürken (1850–1937). Ein Symptom ideengeschichtlicher und kulturpolitischer Entwicklungen (= Bibliotheca orientalis hungarica. 40). Akadémiai Kiadó, Budapest 1993, ISBN 963-05-6531-5 (Habilitationsschrift).
- Die Knabenliebe in Mittelasien. Bačabozlik (= Ethnizität und Gesellschaft. Occasional papers. 17). Verlag Das Arabische Buch, Berlin 1988, ISBN 3-923446-29-2.
- als Herausgeberin mit Suraiya Faroqhi: Armağan. Festschrift für Andreas Tietze. enigma, Prag 1994, ISBN 80-901704-1-2.
- als Herausgeberin mit Moshe Gammer, Thomas Loy: Bukharan Jews in the 20th century. History, experience and narration (= Iran – Turan. 9). Dr. Ludwig Reichert, Wiesbaden 2008, ISBN 978-3-89500-638-8.